# 洛佩巴赫河
50°58′34.66″N 7°22′11.1″E / 50.9762944°N 7.369750°E

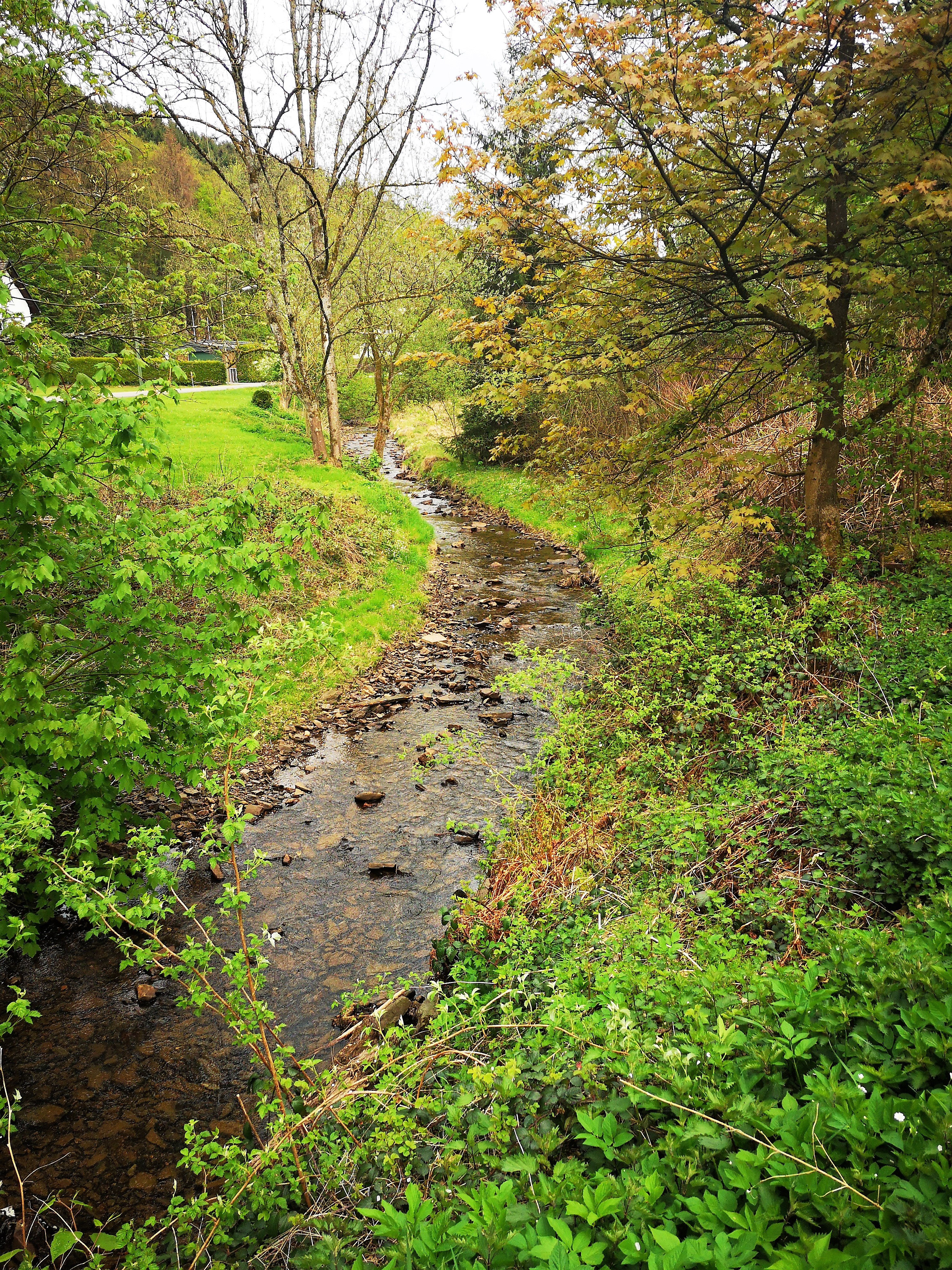
洛佩巴赫河

洛佩巴赫河（德語：Loopebach），是德國的河流，位於該國西部，處於北萊茵-威斯特法倫州，屬於阿格河的左支流，河道全長7.7公里，流域面積12.5平方公里。